# Pagekorpset
Pagekorpset (russisk: Пажеский корпус, fransk: Corps des Pages) var et militærakademi i zartidens Rusland som forberedte adelens og de højere officerers sønner til tjeneste i militæret.

## Historie
Pagekorpset blev grundlagt i 1759 i St. Petersborg som en skole for opdragelse og uddannelse af pager. I lyset af behovet for gode, oplærte officerer til den russiske garde, blev skolen omorganiseret i 1802 til en speciel kadetskole, hvis mål var at uddanne sønner fra adelen eller af højere officerer (fra generalløjtnant/admiral grader), eller sønnesønner af generaler.
I 1802 blev læreplanen for skolen ændret og tilpasset Johanniterordenens idealer, og skolen blev i 1810 flyttet til johanniternes palads i Sankt Petersborg, kaldet Vorontsovpaladset. Skolen blev i huset frem til den russiske revolution over hundrede år senere. Paladset fortsatte som militærskole, og i dag er det Suvorov-militærakademiet, der har til huse i bygningen.

## Eksterne Henvisninger
- Russian Imperial Corps of Pages. An Online Exhibition Catalog // Rare Book & Manuscript Library (RBML) of Columbia University